# Robert Lawrence (Filmeditor)
Robert Lawrence (* 9. November 1913 in Montreal, Québec; † 19. September 2004 in Madison, Wisconsin) war ein kanadischer Filmeditor.

## Leben
Lawrence begann seine Laufbahn als Editor in den frühen 1950er Jahren. Bis einschließlich 1987 war er im Bereich Filmschnitt an mehr als 30 Produktionen beteiligt. 
1961 war Lawrence für seine Arbeit an dem Historienfilm Spartacus für den Oscar in der Kategorie Bester Schnitt nominiert. 
Für den Film Anatevka war er zusammen mit Antony Gibbs 1972 für den Eddie-Award nominiert. Zudem erhielten sie eine Nominierung für den BAFTA Film Award. 
Seine letzte Produktion war Rent-a-Cop aus dem Jahr 1987. 

## Filmografie (Auswahl)
- 1959: Stadt in Gefahr (City of Fear)
- 1959: Tag der Gesetzlosen (Day of the Outlaw)
- 1960: Spartacus
- 1961: El Cid
- 1963: 55 Tage in Peking (55 Days at Peking)
- 1964: Der Untergang des Römischen Reiches (The Fall of the Roman Empire)
- 1966: Brennt Paris? (Paris brûle-t-il?)
- 1968: Black Power (Uptight)
- 1971: Anatevka (Fiddler on the Roof)
- 1972: Sandkastenspiele (Up the Sandbox)
- 1974: Cash – Die unaufhaltsame Karriere des Gefreiten Arsch (Whiffs)
- 1975: Ich will, ich will... vielleicht? (I Will... I Will... For Now)
- 1977: Finger – Zärtlich und brutal (Fingers)
- 1983: Gefährliches Dreieck (Exposed)
- 1986: 8 Millionen Wege zu sterben (8 Million Ways to Die)
- 1987: Rent-a-Cop